# Rifugio Guide Frachey
Das Rifugio Guide Frachey ist eine Schutzhütte im Aostatal in den Walliser Alpen. Sie liegt in einer Höhe von 2072 m s.l.m. im Seitental Val d’Ayas in der Nähe des Vallone della Forca innerhalb der Gemeinde Ayas. Die Hütte wird von Mitte Juni bis Mitte September bewirtschaftet und bietet in dieser Zeit 40 Bergsteigern Schlafplätze.
Die Hütte liegt sowohl am Walser Wanderweg als auch an der Tour Monte Rosa. Sie wird auch im Rahmen des Höhenwanderwegs Alta via della Val d’Aosta n.1 begangen.

## Aufstieg
Von Saint-Jacques, einem Ortsteil von Ayas, erreicht man die Hütte binnen 45 Minuten. Man folgt dabei den Beschilderungen zum Ortsteil Resy.

## Geschichte
Die Schutzhütte in ihrem heutigen Erscheinungsbild ist Teil des alten Dorfs Resy. Resy ist eine alte Walser-Gründung.

## Tourenmöglichkeiten

### Übergänge
- Übergang zur Schutzhütte Rifugio Ottorino Mezzalama (3036 m)
- Übergang zur Schutzhütte Rifugio Giovanni Battista Ferraro (2066 m)
- Übergang zur Schutzhütte Rifugio Vieux Crest (1935 m)
- Übergang zur Rifugio Quintino Sella (3585 m)
- Übergang nach Gressoney – Stafal über den Col di Bettaforca (2672 m)

### Gipfeltouren
Folgende Gipfel können von der Hütte erreicht werden:
- Monte Rosso (3021 m)
- Palon di Resy (2675 m)
- Punta Bettolina (2996 m)
- Monte Bettaforca (auch Bättaforkohopt genannt) (2971 m)